# Radde
Radde (in lingua russa Радде) è un centro abitato dell'Oblast' autonoma ebraica, situato nell'Oblučenskij rajon.